# Puteraeon
Puteraeon ist eine schwedische Death-Metal-Band aus Alingsås, die im Jahr 2008 gegründet wurde.

## Geschichte
Die Band wurde im Jahr 2008 von Gitarrist und Sänger Jonas Lindblood gegründet. 2008 und 2009 entwickelte er die ersten drei Demos. Als Schlagzeuger kam Anders Malmström hinzu, Daniel Vandija besetzte den Bass. Nachdem die Besetzung komplett war und ein Vertrag mit Cyclone Empire erreicht worden war, begannen die Aufnahmen für ihr Debütalbum. Zu dieser Zeit verließ Gitarrist Hasse Sörensen und wurde durch Rune Foss ersetzt. Anfang 2011 wurde das Album The Esoteric Order von Andy LaRocque in den Sonic Train Studios abgemischt und gemastert und noch im selben Jahr veröffentlicht. Bereits im Folgejahr schloss sich das nächste Album Cult Cthulhu an.

## Stil
Die Band spielt klassischen Death Metal, der sich an die Musik aus dem Anfang der 1990er-Jahre orientiert. Textlich sind die Lieder stark durch die Werke von H. P. Lovecraft geprägt.

## Diskografie
- Fascination for Mutilation (Demo, 2008, Eigenveröffentlichung)
- The Requiem (Demo, 2008, Eigenveröffentlichung)
- The Extraordinary Work of Herbert West (Demo, 2009, Eigenveröffentlichung)
- The Esoteric Order (Album, 2011, Cyclone Empire)
- Cult Cthulhu (Album, 2012, Cyclone Empire)
- The crawling Chaos (Album, 2014, Cyclone Empire)
- The Empires of Death (EP, 2017)
- The Dunwich Damnation (EP, 2018)
- The Cthulhian Pulse: Call from the Dead City (Album, 2020, Emancipation Productions)